# Helen Terry
Helen Terry (* 25. Mai 1956 in England) ist eine britische Popsängerin und Fernsehproduzentin.

## Karriere
Helen Terry brach Mitte der 1970er Jahre ihr Rechtsstudium ab und arbeitete in den folgenden Jahren als Grafikerin, Gesangslehrerin und Sängerin. Anfang der 1980er Jahre wurde sie in einem Londoner Nachtclub mit dem Blitz-Kid und Sänger Boy George bekannt gemacht. Dieser lud sie ein, als Backgroundsängerin für das Debütalbum seiner Band Culture Club vorzusingen. Terry wurde schließlich „inoffizielles“ Mitglied von Culture Club, wie Boy George später der Jugendzeitschrift Bravo gegenüber erklärte, und  ihre Stimme eines der musikalischen Markenzeichen der Popband. Besonders auf Culture Clubs erfolgreichstem Album Colour By Numbers (1983) fand ihr stimmlicher Einsatz Beachtung von Publikum und Kritikern.
Auf dem Höhepunkt der Popularität und des Erfolges von Culture Club entschied sich das Plattenlabel der Band, Virgin Records, in Zusammenarbeit mit Boy George und Roy Hay eine erste Solosingle von Helen Terry zu produzieren. Love Lies Lost wurde im April 1984 veröffentlicht und erreichte Platz 34 der UK-Top-40, die Nachfolgesingle Stuttering  Platz 84. Da der erwartete Erfolg nicht eintrat, wurde Terrys Debütalbum Blue Notes erst 1986 veröffentlicht. 1984 nahm sie, produziert von Giorgio Moroder, Now You're Mine für den Soundtrack des Films Electric Dreams auf und wirkte in der Dokumentation Big Love – An Invitation to Disaster, neben Jools Holland und Michael Clark, mit. Neben ihrer Solokarriere arbeitete sie weiterhin auch mit anderen Künstlern wie Phil Collins, Holly Johnson, Kevin Mooney oder Ray Parker, Jr. zusammen. 1987 sang sie auf dem ersten Soloalbum von Boy George und begleitete ihn auch auf seiner Tournee.
1989 wechselte sie zu Parlophone, da es jedoch Unstimmigkeiten mit dem Plattenlabel gab, wurde nur zwei Singles, Lessons in Loneliness und Fortunate Fool, veröffentlicht. Anfang der 1990er Jahre beendete sie vorerst ihre eigene Musikalische Laufbahn und begann für das Fernsehen zu arbeiten, erst für das Kinderprogramm und schließlich ab 2001 im Produzententeam der BBC, wo sie, unter anderem,  für  die Übertragung der BRIT Awards arbeitet. 2010 war sie Gastsängerin auf dem Scissor Sisters Album Night Work.

## Diskografie

### Alben
- 1986: Blue Notes

### Singles
| Jahr | Titel Album                        | Höchstplatzierung, Gesamtwochen, AuszeichnungChartplatzierungen (Jahr, Titel, Album, Platzierungen, Wochen, Auszeichnungen, Anmerkungen) | Höchstplatzierung, Gesamtwochen, AuszeichnungChartplatzierungen (Jahr, Titel, Album, Platzierungen, Wochen, Auszeichnungen, Anmerkungen) | Anmerkungen                                            |
| Jahr | Titel Album                        | UK | US | Anmerkungen                                            |
| ---- | ---------------------------------- | --- | --- | ------------------------------------------------------ |
| 1984 | Love Lies Lost                     | UK34 (6 Wo.)UK | — | Erstveröffentlichung: April 1984                       |
| 1984 | Stuttering Blue Notes              | UK84 (3 Wo.)UK | — | Erstveröffentlichung: September 1984                   |
| 1986 | One Sunny Day Quicksilver (O.S.T.) | — | US96 (3 Wo.)US | Erstveröffentlichung: Februar 1986 mit Ray Parker, Jr. |

Weitere Singles
- 1984: Now You're Mine
- 1989: Fortunate Fool
- 1989: Lessons in Loneliness

## Filmografie (Auswahl)
- 1984: Culture Club: A Kiss Across the Ocean (Konzertfilm)
- 1984: Culture Club: Live in Sydney (Konzertfilm)
- 2005: Culture Club: Greatest Hits (Musikdokumentation)

### Als Produzentin
- 1995: No Turn Left Unstoned
- 1996: Rock Wives
- 1998: Alternative Eurovision
- 1999: Here, There and Everywhere: a Concert for Linda
- 2000: Naked Ambition
- 2000–2005: Classical Brit Awards
- 2006–2010: Brit Awards
- 2010: The Brits Hits 30
- 2012: Evidently... John Cooper Clarke